# Soupe identitaire
Une soupe identitaire, soupe au cochon, soupe au lard ou soupe gauloise, est une soupe populaire contenant de la viande de porc. En France, les autorités ont jugé en 2007 que cette distribution avait un caractère discriminatoire envers les personnes dont la religion interdit de consommer ces viandes.

## Historique
En 2004, dans le quartier de la gare de l'Est à Paris, une soupe identitaire est organisée à l'instigation du Bloc identitaire.
L'idée est reprise à Nice le 28 décembre 2005 par une association proche du Bloc identitaire. Le concept a ensuite été diffusé en Belgique. Ces soupes furent l'objet de critiques voire de mesures administratives à leur encontre car le porc représente un interdit alimentaire dans les religions juive (cacherout) et musulmane (halal) : ainsi, sauf à manquer à leur foi, les pratiquants de ces religions ne peuvent pas profiter de ce type de soupe.
En 2006, Solidarité alsacienne organise à Strasbourg une action qui engendre l'hostilité de nombreux partis politiques et d'associations locales qui en obtinrent l'interdiction et la traduction de la présidente de l'association devant la Haute Autorité de lutte contre les discriminations et pour l'égalité (HALDE).
Le journaliste Abel Mestre, sur la plate-forme Libres Échanges de L'Humanité, fait le rapprochement avec des distributions de nourriture aux démunis destinées uniquement aux « Aryens », qui avaient été menées par le parti nazi dans l'Allemagne des années 1930, puis en France par le Parti populaire français (PPF), organisation nationaliste de Jacques Doriot. L'historienne Camille Baillargeon dresse un parallèle similaire avec le Secours d'hiver nazi et le Secours national de Vichy.

## Procédures administratives en France
Devant la polémique soulevée en France, la préfecture de police de Paris a décidé d'interdire les soupes identitaires à partir du 28 décembre 2006, à cause du risque de trouble à l'ordre public.
Le 2 janvier 2007, saisi en référé par l'association Solidarité des Français, le Tribunal administratif de Paris suspend la décision au motif que même s'il reconnaît que cette distribution a un caractère clairement discriminatoire, cela ne justifie pas l'atteinte à la liberté de réunion constituée par cette interdiction. Le ministre de l'Intérieur de l'époque, Nicolas Sarkozy, soutenu par le maire de Paris de l'époque, Bertrand Delanoë, saisit alors le Conseil d'État qui par une ordonnance du juge des référés du 5 janvier 2007,,, lui donne raison en annulant l'ordonnance rendue en première instance. Le Conseil estime qu'il y a eu contradiction de la part du tribunal administratif quand il a affirmé que l'interdiction était disproportionnée alors que le caractère discriminatoire était clairement établi,. Par une décision du 16 juin 2009, la Cour européenne des droits de l'homme a déclaré irrecevable, pour défaut manifeste de fondement, le recours de Solidarité des Français fondé sur les articles 6, 9 et 11 de la Convention européenne des droits de l'homme,.
Dans un entretien au Financial Times, la présidente de Solidarité des Français, Odile Bonnivard, anciennement membre du MNR, revendique son affiliation au Bloc identitaire ; elle affirme que la tendance française est de privilégier les besoins des étrangers au détriment des personnes partageant sa culture et sa civilisation et ajoute que les SDF musulmans ou juifs ne sont pas obligés de manger sa soupe, affirmant qu'il y a d'autres organisations susceptibles de les nourrir. Dans le journal Minute, elle décrit son action en ces termes : « Nous avons décidé d'aider “les nôtres” avant “les autres” ».
Juridiquement de tels propos permettent d'affirmer que le caractère discriminatoire de la distribution est revendiqué, même si ce n'est pas le terme employé par les distributeurs.

## Dans la fiction
Le film Un Français en 2015 présente une scène de distribution de soupe au cochon sur les quais de Seine.

### Note
1. ↑  À propos de la conformité avec la jurisprudence Benjamin[10], Bertrand Pauvert[11] note que l'ordonnance est en rupture avec cette jurisprudence, et s'interroge quant à la présence des éléments juridiques permettant d'identifier une discrimination effective ; au contraire Serge Deygas[12] affirme que l'interdiction pouvant seule prévenir le trouble à l'ordre public, l'ordonnance est conforme à la jurisprudence Benjamin.